# Groenlandia nella seconda guerra mondiale

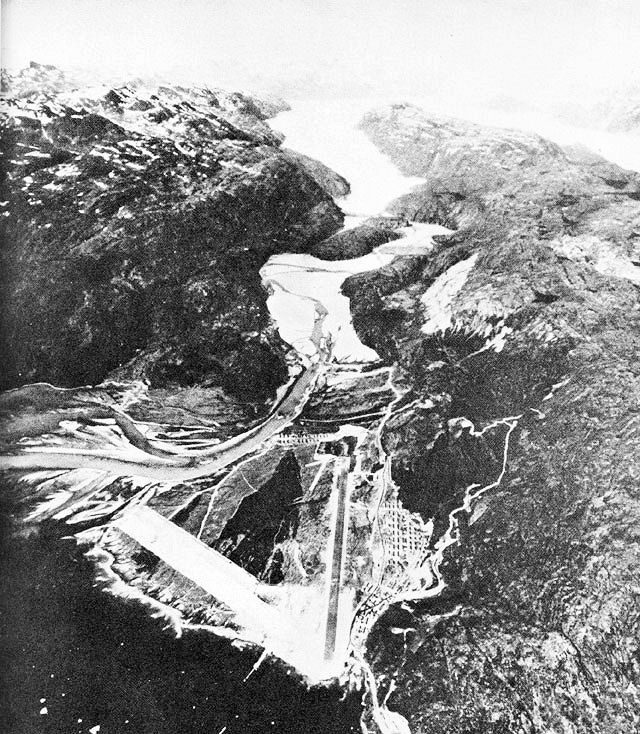
La base aerea statunitense di Narsarssuak nel giugno 1942

La Groenlandia nella seconda guerra mondiale fu condizionata dalla sorte della madrepatria danese. Dopo l'invasione della Danimarca nel 1940 la sua colonia della Groenlandia venne lasciata sola. Il Regno Unito era troppo occupato per mandare forze militari a proteggere l'isola e gli USA erano ancora neutrali. Il governatore Eske Brun dichiarò l'indipendenza della Groenlandia, ritenendo che questa decisione fosse nei migliori interessi della colonia data l'occupazione tedesca della Danimarca.

## Storia

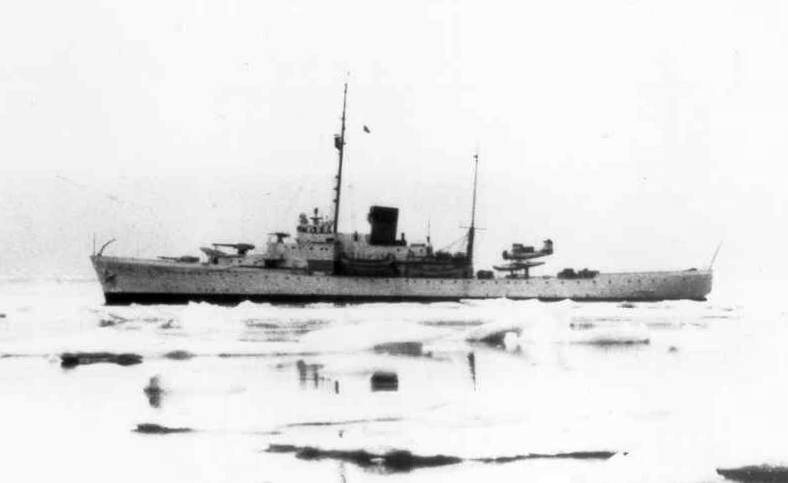
Il cutter della USCG Duane al largo della Groenlandia con un idrovolante Curtiss SOC-4 Seagull imbarcato.

La Germania aveva occupato la Danimarca nel 1940, ed anche se il Re danese era ancora sul trono, fu pesantemente influenzato dalle forze di occupazione tedesche. Dopo alcuni tentativi falliti da parte del nuovo governo groenlandese di ottenere aiuti dal Regno Unito, la Groenlandia si rivolse agli USA. Il 9 aprile 1941 l'ambasciatore danese Henrik Kauffmann firmò senza l'autorizzazione del proprio governo un accordo con il governo statunitense, autorizzando la presenza di truppe americane in Groenlandia e rendendo de facto l'isola un protettorato statunitense. Gli USA rifornirono l'isola e mandarono pattugliatori marittimi della Guardia Costiera ad ispezionare la costa orientale della Groenlandia, nonostante la presenza di iceberg e il cattivo tempo. Eske Brun, riluttante a chiedere agli Stati Uniti un aiuto su larga scala, creò un piccolo "Esercito Groenlandese", conosciuto con il nome di "North-East Greenland Sledge Patrol" (pattuglia su slitte del nord-est della Groenlandia), composto da 15 uomini (danesi ed inuit). Il loro compito era di ispezionare continuativamente la costa, in modo da scoprire un eventuale sbarco tedesco.
Nel settembre 1941 il cutter Northland della US Coast Guard catturò il peschereccio norvegese Buskoe. L'evento, legalmente ambiguo, è spesso accreditato come la prima cattura navale statunitense della guerra. Il capitano era il commander (equivalente a capitano di fregata) Edward H. Smith della USCG, soprannominato "Ice Berg Smith", noto oceanografo. La Northland recuperò anche vari aviatori del US Army Air Corps abbattuti, appartenenti alle unità che pattugliavano l'Artico.

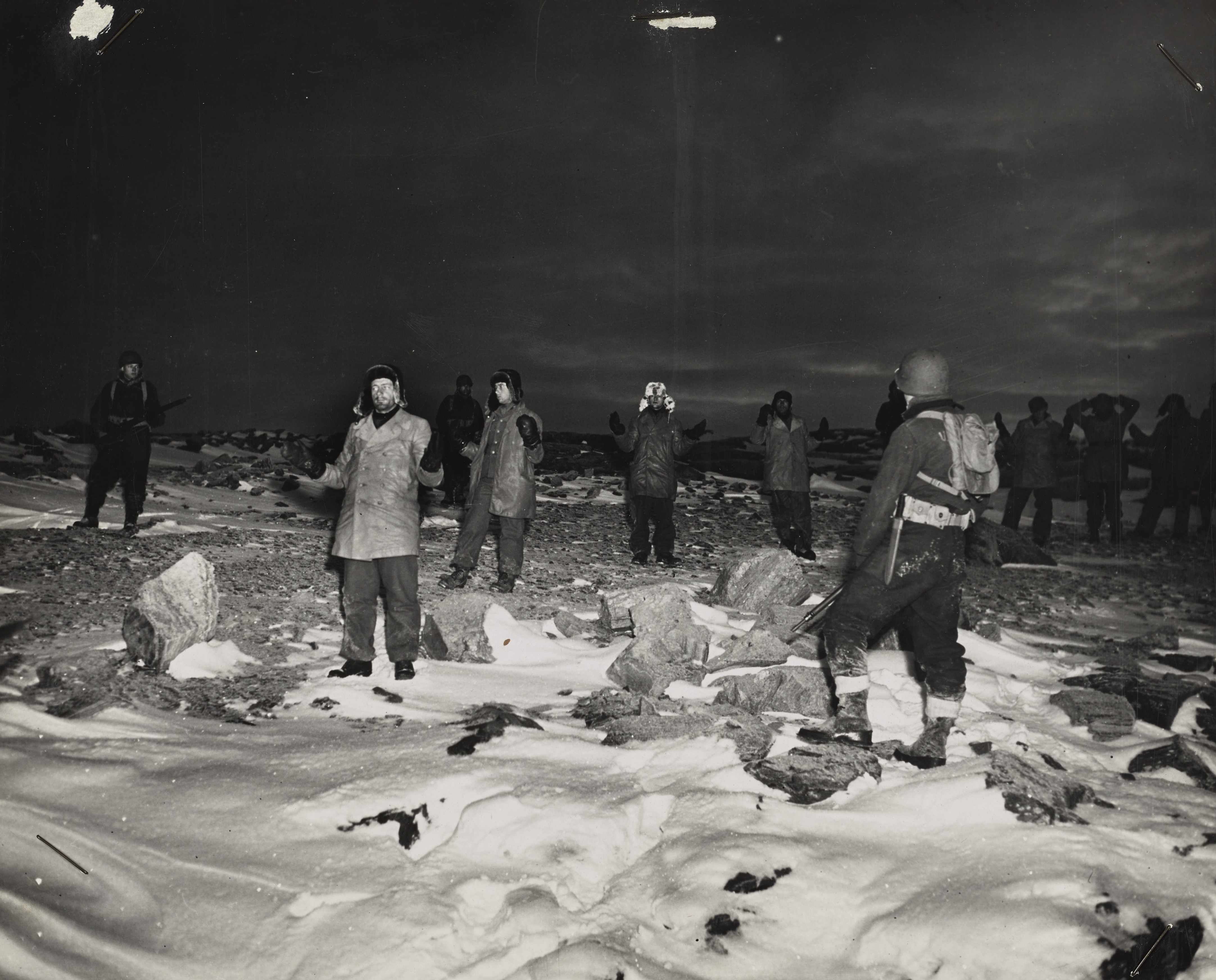
I membri della stazione meteorologica tedesca Edelweiss II catturati da soldati dell'US Army il 4 ottobre 1944

Varie volte i tedeschi tentarono di creare stazioni meteorologiche sulla costa orientale dell'isola, in modo da ottenere  informazioni meteorologiche che sarebbero state d'aiuto per la loro campagna sottomarina, e che avrebbero permesso loro di prevedere meglio la situazione meteorologica sul continente europeo. Si verificarono alcune schermaglie tra la "Sledge Patrol" e i tedeschi durante la guerra, che ebbero come risultato il ritiro delle truppe tedesche dalla Groenlandia. Nella primavera del 1943, e nell'estate-autunno 1944, i tedeschi provarono a costruire sull'isola delle basi; tutti questi tentativi fallirono a causa dell'intervento delle forze armate statunitensi. Nella primavera 1943 un ufficiale tedesco fu fatto prigioniero dalla "Sledge Patrol" e consegnato agli americani dopo un lungo viaggio sul ghiaccio.
Gli Alleati usarono anche le informazioni meteorologiche delle loro stazioni in Groenlandia per pianificare lo sbarco in Normandia nel 1944.